# Kikunae Ikeda
Kikunae Ikeda (池田菊苗 Ikeda Kikunae, 8 de octubre de 1864- 3 de mayo de 1936) fue profesor de química en la Universidad Imperial de Tokio y uno de los grandes descubridores del sistema industrial japonés. Investigó el aminoácido glutamato (ácido glutámico) como responsable del gusto que él denominó umami (うま味) dado que umai en japonés significa sabroso o gustoso. 
Con sus investigaciones el profesor Ikeda quiso caracterizar el gusto distintivo de los espárragos, los tomates, el queso y las carnes, hasta entonces desconocido, que se distinguía con claridad de los gustos básicos: dulce, amargo, ácido y salado.
El profesor Ikeda sabía que el caldo de un alga marina (kombu, laminaria japónica) preparado de forma tradicional en la cocina japonesa era rico en este específico sabor y empezó con la extracción usando tremendas cantidades de este caldo. Finalmente, consiguió purificar los cristales del glutamato monosódico y se dio cuenta de que la sal de este aminoácido tenía un gusto distintivo al que llamó umami. Cien gramos del alga seca contiene aproximadamente un gramo de glutamato.

## Producción
El profesor Ikeda se decidió a producir una nueva sazón de su recién purificado glutamato. Pero para poder ser utilizado como condimento, el glutamato tenía que tener las mismas propiedades físicas que por ejemplo la sal o el azúcar: se tenía que disolver con facilidad en agua, pero sin absorber humedad o solidificarse. Así que el profesor Ikeda inventó un método para obtener cristales de la forma más pura del glutamato monosódico que además se conservaba muy bien a largo plazo y tenía un sabor fuerte. Debido a que el glutamato monosódico es inodoro y no presenta una textura específica por sí mismo, se puede usar con facilidad en distintas comidas. Hoy en día se utiliza para potenciar el sabor natural de muchos de los alimentos.
Este producto se comercializó por los fundadores de la empresa Ajinomoto, según el deseo del Dr. Ikeda bajo el mismo nombre (味の素 Ajinomoto esencia del gusto) que se hizo popular en Japón y ahora se conoce internacionalmente.
- Datos: Q380575